# Mercedes-Benz Type 639
Le Viano est un monospace du constructeur automobile allemand Mercedes-Benz produit de juillet 2003 à 2014. Il s'agit d'un monospace décliné en 3 versions différentes : la version courte (compact), la version longue et la version extralongue. Il remplace le Mercedes-Benz W638. Sur certains marchés, il fut connu aussi sous le nom de "Classe V".

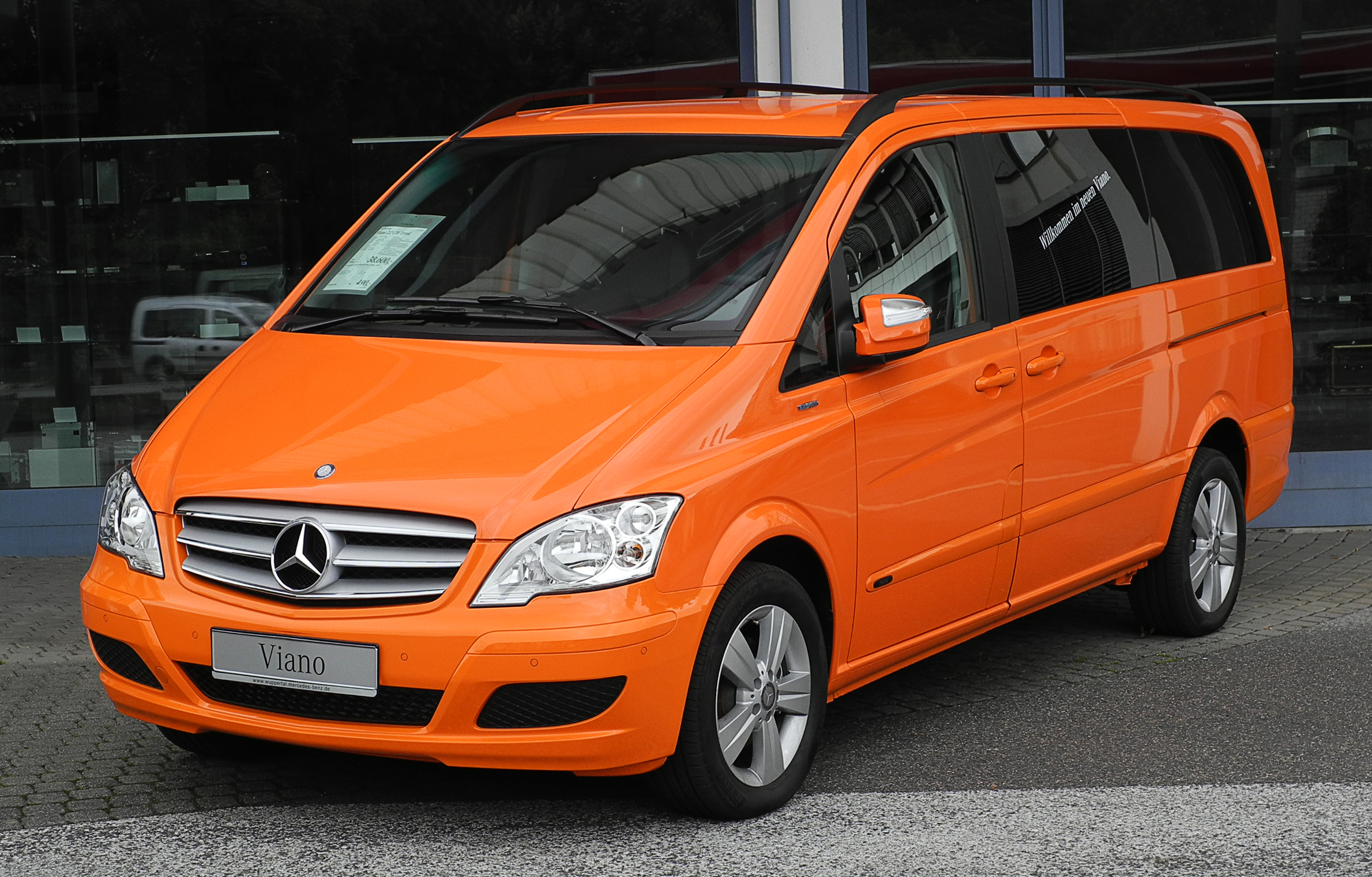
Mercedes-Benz Viano W639 Phase II

Il a été restylé en 2010. Les phares ont été redessinés ainsi que les feux arrière, dont la partie supérieure fut remplacée par un plastique noir. Ceci dans l'objectif de mieux distinguer le Mercedes Vito (version utilitaire) du Viano.
En 2014, il a été remplacé par le Mercedes-Benz W447 en perdant au passage l'appellation Viano, pour devenir sur tous les marches "Classe V" (et toujours Vito pour les dérivés utilitaires).